# Бережани (Хмільницький район)
Бережани (до 1964 року — Гулівці, у 1964—2016 — Комунарівка) — село в Україні, у Калинівській міській громаді Хмільницького району Вінницької області.
Населення становить 1287 осіб.

## Історія
Станом на 1885 рік у колишньому власницькому селі Гулівці Калинівської волості Вінницького повіту Подільської губернії мешкало 965 осіб, налічувалось 161 дворове господарство, існували православна церква, постоялий будинок і 2 водяних млини.
1892 в селі існувало 170 дворових господарств, проживало 1265 мешканців.
За переписом 1897 року кількість мешканців зросла до 1357 осіб (651 чоловічої статі та 706 — жіночої), з яких 1330 — православної віри.
Перейменоване на Бережани 12 травня 2016 року
12 червня 2020 року, відповідно до Розпорядження Кабінету Міністрів України № 707-р, «Про визначення адміністративних центрів та затвердження територій територіальних громад Вінницької області», увійшло до складу Калинівської міської громади.
19 липня 2020 року, в результаті адміністративно-територіальної реформи і ліквідації Калинівського району, село увійшло до складу новоутвореного Хмільницького району.

## Постаті
- Гринчук Юрій Петрович (1971—2015) — старшина Збройних сил України, учасник російсько-української війни.
- Кимач Андрій Васильович (1988) — український співак, баритон.
- Щербанюк Михайло Миколайович (1989—2018) — старший солдат Збройних сил України, учасник російсько-української війни.